# Caramelos de cianuro (álbum)
Caramelos de cianuro es el sexto álbum en estudio de la banda venezolana Caramelos de Cianuro, editado en 2010. Grabado entre Nueva York y Caracas, fue producido por Héctor Castillo, antiguo bajista de las bandas Sentimiento Muerto y Dermis Tatú.

## Temática
Trata sobre temas como lo infructífero de las relaciones infieles, en donde los integrantes reconocieron remontarse a sus inicios y volver a ser los «inmaduros de siempre».

## Elaboración
En el 2009, el líder de la banda anunció en una entrevista que la banda se encontraba trabajando en la producción de su sexto álbum de estudio. Asier comentó que el proceso de producción de este nuevo álbum buscaba rescatar las raíces del rock venezolano, con temas que supondrían un homenaje a las bandas más importantes de la escena roquera nacional en Venezuela. Según declaraciones de los integrantes de la banda, el disco contienen lo mejor y más exitoso de los Caramelos, recordando sonido y tonadas propias del punk que los caracteriza; el mismo fue elaborado durante los meses de enero y abril del 2010, para lo cual tuvieron primero un retiro de trabajo en las Montañas de Mérida en Venezuela, lo cual según ellos les permitía alejarse del caos y la acelerada vida de la Capital, allí en la ciudad de Mérida crearon las melodías de varias canciones contentivas de este material discográfico, y luego el cantante y compositor de la banda Asier Cazalis compuso las letras de las mismas. La producción del disco se hizo entre las ciudades de Caracas, Venezuela y Nueva York en los Estados Unidos, por el músico, compositor y productor venezolano Héctor Castillo, siendo grabados los sonidos de bajo y batería en Estados Unidos, mientras que las voces, guitarras y otros sonidos se grabaron en Venezuela.

## Lanzamiento
El álbum se lanzó el 11 de septiembre de 2010 en Venezuela. Para promocionarlo hicieron un concierto en el Centro Comercial Sambil de Caracas.

### Comercialización
La estrategia comercial que utilizó la banda (casada comercialmente desde hacía cuatro años con Pepsi), fue distribuir el álbum a través de las botellas del producto. En la etiqueta del producto hubo un código de barras que se podría escanear con los teléfonos inteligentes o la webcam, redirigiendo a una página web en la que se solicitaría un correo electrónico, al que sería enviado el enlace para descargar las canciones del álbum.

### Recepción
El primer sencillo, Rubia Sol, Morena Luna, tuvo una buena acogida en Venezuela, llegando al primer puesto en las listas Top 100 y Pop/rock. Se grabó el video musical de la canción en Buenos Aires en septiembre de 2011 y se publicó en marzo de 2012, con una temática «más cerebral y con más técnica y estética», según Cazalis. Realizada como un tráiler de películas, el grupo parodia, entre otros a The Beatles.
El segundo sencillo, Verano no alcanzó el mismo éxito que el primer y el tercer sencillo, aunque también tuvo una buena recepción. Fue el tercer sencillo que tuvo video musical, publicado en agosto de 2012. Alejándose un poco del tema original de la canción, refleja a un muchacho deprimido por una ruptura amorosa.
El tercer sencillo, La casa, al igual que el primer sencillo, lideró todas las listas de canciones más escuchadas en Venezuela. Aunque fue el tercer sencillo del álbum, fue el que primer video musical tuvo, que fue grabado en febrero de 2011 el archipiélago Los Roques y publicado en abril de 2011|abril de ese año.
Los otros dos sencillos fueron "Adiós amor" y "Estrógeno".

## Formación
- Asier Cazalís (voz, guitarras)
- Miguel González "El Enano" (guitarras)
- Pavel Tello (bajo)
- Darío Adames (batería)

## Lista de canciones
| N.º   | Título                   | Letras  | Música               | Duración |  |
| 1.    | «Verano»                 | Cazalis | Cazalis              | 3:04     |  |
| 2.    | «Infierno VIP»           | Cazalis | Cazalis              | 3:36     |  |
| 3.    | «Rubia Sol, Morena Luna» | Cazalis | Cazalis/Tello        | 2:55     |  |
| 4.    | «Estrógeno»              | Cazalis | Cazalis              | 2:43     |  |
| 5.    | «La casa»                | Cazalis | Cazalis/Tello        | 4:29     |  |
| 6.    | «2 Caras, 2 Corazones»   | Cazalis | Cazalis/Adames       | 3:19     |  |
| 7.    | «Yo no quiero más calor» | Cazalis | Tello/Cazalis        | 3:15     |  |
| 8.    | «Adiós amor»             | Cazalis | Cazalis              | 3:40     |  |
| 9.    | «La carretera»           | Cazalis | Cazalis/Tello        | 3:55     |  |
| 10.   | «Un Poco solo»           | Cazalis | Cazalis/Adames/Tello | 3:46     |  |
| 11.   | «Lobby»                  | Cazalis | Cazalis              | 4:38     |  |
| 39:20 |                          |         |                      |          |  |